# Naturforschende Gesellschaft der Oberlausitz

Logo der Naturforschenden Gesellschaft der Oberlausitz

Die 1990 gegründete Naturforschende Gesellschaft der Oberlausitz e. V. führt die Tradition der Naturforschenden Gesellschaft in Görlitz fort. Sie ist ein naturwissenschaftlicher Verein, in dem ehren- und hauptamtliche Naturwissenschaftler bzw. an der Natur der Oberlausitz interessierte Freizeitforscher vereinigt sind. Die Gesellschaft hat über 200 Mitglieder.

## Geschichte

### Vorläufer-Organisationen bis 1945
Am 10. April 1811 gründeten der Tuchkaufmann Johann Gottlieb Kretzschmar und 8 weitere »Mitglieder der Tafelrunde im „blauen Löwen“« (einem Vereinslokal am Obermarkt in Görlitz) die „Ornithologische Gesellschaft zu Görlitz“ (vulgär die Vogelgesellschaft genannt). Bei der 1. Hauptversammlung Ende 1811 traten 6 Mitglieder bei. 1812 erschien ein Spottartikel im Sächsischen Postillon in Löbau, auf den ein lautstarker Streit unter den Mitgliedern ausbrach. Fünf Mitglieder erklärten daraufhin den Austritt. 1813 war nicht nur für die Oberlausitz verhängnisvoll und zerstörend, sondern löste auch die Gesellschaft bis auf zwei Mitglieder auf.
Durch diese beiden wurde die Gesellschaft im Jahr 1816 nach der Teilung der Oberlausitz aufs Neue wieder ins Leben gerufen. Die Ornithologische Gesellschaft benannte sich in einer außerordentlichen Versammlung am 13. Mai 1823 in „Naturforschende Gesellschaft in Görlitz“ um, um die Ausweitung der Interessen auch namentlich kenntlich zu machen. Es konnten namhafte Mitglieder gewonnen werden, so auch der Forstrat Johann Matthäus Bechstein als erstes auswärtiges Ehrenmitglied. Am 28. Oktober 1827 erhielt die Naturforschende Gesellschaft durch eine königliche »Cabinets-Ordre« die Rechte einer privilegierten Gesellschaft, und deren Statuten wurde die landesherrliche Bestätigung erteilt.
Am 29. September 1831, dem Tag, an dem  des Stiftungsfest gefeiert wurde, hatte die Gesellschaft insgesamt 263 Mitglieder, darunter 159 korrespondierende Ehrenmitglieder (drei einheimische und 156 auswärtige) und 104 ordentliche Mitglieder (davon 39 einheimische).
Eine eigene Bibliothek war 1830 angelegt und Johann Gottfried Theodor Sintenis als Bibliothekar mit der Verwaltung von 434 Bänden beauftragt worden. 1842 verfügte sie schon über 2084 Bände, und 1875 war sie auf 7910 Bände angewachsen. Die Bibliotheksbenutzung war erst nur den Mitgliedern vorbehalten, ab 1882 öffnete sie für interessiertes Publikum jeden Mittwochnachmittag.
Die Publikation der wissenschaftlichen Arbeiten verursachte hohe Kosten, so dass die Gesellschaft häufig in Geldnöte geriet und sich mehrfach an der königlich preußischen Klassen-Lotterie beteiligte – jedoch mit mäßigem Erfolg. 1833 konnte sie aber 210 Taler in der Lotterie gewinnen, um damit alte Schulden zu begleichen und wichtige Bücher zu erwerben.
Die Gesellschaft wechselte vorwiegend aufgrund steigender Sammlungsgröße des Öfteren deren Räumlichkeiten.
Nach dem Lokal „Blauer Löwe“, wo die ersten Treffen stattfanden, das aber wegen Verkaufs nicht länger verfügbar war, wurde ab 1820 ein neues Vereinslokal auf dem Handwerke beim Stadtkoch Eling für 10 Taler jährlich gemietet. Diese Räume reichten alsbald auch nicht mehr aus.
Es wurde 1823 ein geeignetes Vereinslokal beim Coffetier Augustin in der Straße Kummerau No. 932 (Heilige Grab Straße) gefunden, wo eine einfenstrige Stube zur Aufstellung der Sammlungen und eine Kammer zur Aufbewahrung des Räucherkastens für jährlich acht Taler gemietet wurde.
Während des Sommers 1824 nahm die Gesellschaft, nach gerade einem Jahr im Augustin’schen Kaffeehaus, wiederum einen Lokalwechsel vor. Im Gasthaus „Blauer Hecht“ in der Neiße-Vorstadt (auf heute polnischer Seite) fand man bei Gastwirt Joh. Gottfried Jackisch für einen jährlichen Mietzins von 14 Talern ein nach der Neiße zu gelegenes, fünffenstriges ehemaliges Billardzimmer.
Man siedelte abermals 1829 in den Gasthof zur Goldenen Krone (ehemals „Blauer Löwe“) über, in dem die Gesellschaft sich ehemals gründete. Die Gesellschaft bekam für einen Mietzins von jährlich 30 Talern die große dreifenstrige sogenannte Schenkstube in zwei Piecen vergrößert sowie Küche und Gewölbe mit je einem Fenster zu den Sammlungsräumen.
1846 wurden für die Sammlungsunterbringung im ersten Stock der Peterstraße 3 für 50 Taler jährlich drei geräumige Zimmer angemietet.
Nach diesem mehrfachen Wechsel der Räumlichkeiten innerhalb der Stadt baute die Naturforschende Gesellschaft 1855 bis 1860 für ihre Sammlungen ein Museum am Marienplatz. 1860 bezog die Gesellschaft das eigene Haus, das jetzige Senckenberg Museum für Naturkunde Görlitz, und setzte nun unter weitaus besseren Bedingungen ihre Tätigkeit mit Ausstellungen, Vorträgen etc. fort.
1862 erhalten Vortragende ein Honorar von zwei Talern. 1896 werden erstmals bei Vorträgen Projektionsbilder vorgeführt. Daraufhin stieg die Zuhörerzahl merklich. 1904 wurde die elektrische Beleuchtung im Vortragssaal eingeführt. Zur Unterbringung der umfangreichen Sammlungen erwarb die Naturforschende Gesellschaft im Jahr 1934 das ehemalige Gewerbevereinshaus, das heutige Humboldthaus in Görlitz. Es war bis dahin Sitz der Görlitzer Freimaurer-Loge „Carl Wiebe zum ewigen Licht“.
1945 musste die Tradition der Vereinigung unterbrochen werden. Bis dahin existierten neben der Gesellschaft zu Görlitz in der Oberlausitz mehrere wissenschaftliche Gesellschaften, z. B. die Naturforschenden Gesellschaften Isis in Bautzen und Kamenz, die verschiedensten Humboldtvereine und die Oberlausitzische Gesellschaft der Wissenschaften. Die Naturforschende Gesellschaft in Görlitz war zu jener Zeit eine der bedeutendsten Gesellschaften ihrer Art in Deutschland. Schon seit 1827 erschien alljährlich deren Zeitschrift „Abhandlungen der Naturforschenden Gesellschaft zu Görlitz“. Nach dem Zweiten Weltkrieg setzte das Staatliche Museum für Naturkunde Görlitz die Reihe als „Abhandlungen und Berichte des Naturkundemuseums Görlitz“ fort.

### Verbot 1945 bis zur Wiedergründung 1990
Nach 1945 bis in die politische Wendezeit war die naturwissenschaftliche Arbeit naturkundlicher Gesellschaften in der DDR deutlich erschwert oder für private Vereinigungen unterbrochen.

### Wiedergründung 1990 bis heute
Der Verein wurde am 22. September 1990 (wieder-)gegründet und beruft sich auf die historischen Wurzeln der Naturforschenden Gesellschaft in Görlitz, deren prominentestes Mitglied Alexander von Humboldt war, sowie weiterer Vereinigungen wie die der ISIS Bautzen und diverser Humboldt-Vereine, die auch alle nach 1945 verboten wurden. Sie gilt aber nicht als deren Rechtsnachfolger.
Der Verein umfasst mehr als 200 Mitglieder und geht in erster Linie auf die Initiative des früheren Direktors des Staatlichen Museums für Naturkunde Görlitz (heute Senckenberg Museum für Naturkunde Görlitz), Wolfram Dunger, zurück. Er übernahm von 1990 bis 2005 den Vorsitz und wurde im Jahr 2006 zum Ehrenvorsitzenden der Gesellschaft ernannt. Derzeitiger Vorsitzender ist Fritz Brozio.
Von (Wieder-)Beginn an setzte die Gesellschaft die naturkundliche Forschungstätigkeit fort. Dies spiegelt sich in der Einrichtung von Sektionen bzw. Fachgruppen zu Geologie und Mineralogie, Botanik, Ornithologie und Entomologie wider.

### Präsidenten/Vorsitzende
Folgende Liste führt alle Präsidenten und Vorsitzende der Gesellschaft auf:
| Amtszeit                           | Präsident                                                            | Lebensdaten                 | Beruf                                                    | Bild | Bemerkungen |
| ---------------------------------- | -------------------------------------------------------------------- | --------------------------- | -------------------------------------------------------- | ---- | --- |
| 10. April 1811 – Ende 1811         | Christian August Prieber                                             |                             | Postsekretär                                             |      | |
| Ende 1811 – Ende 1812              | Johann Gottlieb Kretzschmar                                          | * 1785; † 1869              | Tuchkaufmann                                             |      | |
| Ende 1812 – 181?                   | Christian Gotthelf Anton                                             |                             | Buchhändler                                              |      | unter seiner Leitung ließ die Gesellschaft, teils infolge innerer Zwistigkeiten, teils wegen der schweren Kriegszeiten (Befreiungskriege) ihre Tätigkeit einige Jahre völlig ruhen |
| 30. September 1816 – Dezember 1819 | Johann Traugott Schneider                                            | * 1788; † 1835              | Ratskopist                                               |      | |
| 12. Dezember 1819 – Februar 1822   | Ritter Carl Wilhelm Ferdinand von Ferentheil-Gruppenberg (1757–1831) |                             | Verweser des weltadligen Fräuleinstiftes zu Joachimstein |      | er führt den Schwan als Wahrzeichen der Gesellschaft ein |
| Februar 1822 – 17. November 1835   | Johann Traugott Schneider                                            | * 1788; † 17. November 1835 | Königlicher Polizeisekretär                              |      | zweite Amtszeit |
| Februar 1836 – Februar 1837        | Ludwig Herrmann von Gersdorff                                        | * 29. Januar 1790; † 1837   | Königlicher Hauptmann a. D.                              |      | |
| 1837 – 1842                        | Johann August Zimmermann                                             | * 1798; † 1867              | Stadt-Kämmerer und Hauptmann                             |      | |
| 1842 – 1848                        | Joh. Karl Ehrenfried Hergesell                                       | * 1805; † 1880              | Archidiakonus                                            |      | |
| 29. September 1848 – 1849          | Otto Massalien                                                       | * 1812; † 1887              | Generalarzt a. D.                                        |      | |
| 1849 – 1855                        | Wilhelm Friedrich Karl Starke                                        | * 1792; † 1859              | Geheimer Ober-Justizrat                                  |      | |
| 1855 – 1861                        | Heinrich Ludwig Friedrich Christian Georg von Möllendorff            | * 1811; † 1861              | Geheimer Oekonomie-Kommissionsrat                        |      | Initiator des Museumsbaus |
| 1861 – 1867                        | Julius von Zittwitz                                                  | * 1807; † 1873              | Oberst a. D.                                             |      | |
| 12. Oktober 1867 – 1869            | Eduard Heinrich Gustav Schubarth                                     | * 1807; † 1889              | Generalmajor a. D.                                       |      | |
| 1869 – 1873                        | Julius von Zittwitz                                                  | * 1807; † 1873              | Oberst a. D.                                             |      | zweite Amtszeit |
| 1874 – 1882                        | Heinrich Romberg                                                     | * 1813; † 1882              | Königlicher Gewerbeschul-Direktor                        |      | Gesellschaft erreicht den bis dahin höchsten Stand von 578 Mitgliedern |
| 1882 – 1889                        | Wilhelm Joh. Kleefeld                                                | * 1825; † 1905              | Sanitätsrat                                              |      | |
| 1889 – 1892                        | Rudolf Schnackenberg                                                 | * 1823; † 1907              | Bergwerksdirektor a. D.                                  |      | |
| 1892 – 1896                        | Gustav Uhl                                                           | * 1837; † 1904              | Oberstleutnant a. D.                                     |      | |
| 1896 – 1900                        | Hermann von Seeger                                                   | * 1837; † ?                 | Generalmajor a. D.                                       |      | |
| 1900 – 1918                        | Walther Freise                                                       | * 1856; † 1918              | Sanitätsrat                                              |      | |
| 1918 – 1933                        | Friedrich Illner                                                     |                             | Bergrat                                                  |      | |
| 1933 – 1945                        | Friedrich-Karl Boetticher                                            |                             | Patentanwalt                                             |      | |
| 1945                               |                                                                      |                             |                                                          |      | Verbot der Gesellschaft |
| 22. September 1990 – 2005          | Wolfram Dunger                                                       | * 1929; † 2019              | Bodenzoologe                                             |      | nach Neugründung |
| 2005 – 2011                        | Werner Hempel                                                        | * 1936; † 2012              |                                                          |      | |
| 2011 – 2020                        | Fritz Brozio                                                         | * 22. Oktober 1946          |                                                          |      | |
| seit 2020                          | Christian Düker                                                      |                             |                                                          |      | |

## Tagungen, Exkursionen und sonstige Veranstaltungen
Alljährlich findet eine Tagung statt, bei der Ergebnisse haupt- und ehrenamtlicher Forschung vorgestellt und diskutiert werden. Diese wurden seit einigen Jahren immer mehr unter eine umfassende Thematik gestellt und oft in Kooperation mit anderen Institutionen durchgeführt. Tagungsthemen waren:
- 2005 – Muskauer Heide (in Kooperation u. a. mit Vattenfall)
- 2006 – Westlausitz (in Kooperation mit dem Museum der Westlausitz Kamenz)
- 2007 – Agrarraum der Oberlausitz
- 2008 wurde die Tagung gemeinsam mit der Verwaltung des Biosphärenreservates Oberlausitzer Heide- und Teichlandschaft durchgeführt.
- 2009 (vom 17. bis 19. April) fand erstmals in der langjährigen Geschichte der Oberlausitzischen Gesellschaft der Wissenschaften und der Naturforschenden Gesellschaft der Oberlausitz eine gemeinsame Tagung im Humboldthaus des Senckenberg Museums für Naturkunde Görlitz statt.

Die Tagungen fanden überwiegend in Görlitz statt (1990, 1991, 1993, 1995, 1997, 2000, 2002, 2003, 2005, 2007, 2009, 2011, 2014, 2015, 2017, 2019, 2022) sowie in Kamenz (1994, 2006, 2016), Bautzen (1992), Weißwasser (1996), Ebersbach/Sa. (1998), Königswartha (1999), Neschwitz (2001), Zittau (2004), Kollm (2008), Šluknov (Tschechien) (2010), Wartha (2012), Knappenrode (2013), Lubań (2018) und Bad Muskau (2021).
2007 wurde erstmals in neuerer Zeit eine mehrtägige Fernexkursion in den Schwarzwald und zum Kaiserstuhl in Kooperation mit der Naturforschenden Gesellschaft zu Freiburg im Breisgau durchgeführt.
Es wurden Verträge und Vereinbarungen z. B. mit dem Landesverein Sächsischer Heimatschutz, der Verwaltung des Biosphärenreservates, dem Museum der Westlausitz Kamenz, der Hochschule Zittau/Görlitz und mit dem Stadtmuseum Bautzen geschlossen, die wie der die oben genannte Exkursion die Zusammenarbeit und wechselseitige Unterstützung bei Forschungsvorhaben oder Tagungen bestimmen ermöglichen.
Im Jahr 2011 feierte die Naturforschende Gesellschaft der Oberlausitz ihren 200. Gründungstag, u. a. mit einem Festakt im Theater von Görlitz sowie mit einer Ausstellung im Foyer des Senckenberg Museum für Naturkunde Görlitz.

### Nachwuchsarbeit
Ein wesentlicher Bestandteil der Vereinsarbeit ist Kinder und Jugendliche in der Oberlausitz mit der heimatlichen Natur vertraut zu machen und naturkundliches Wissen weiterzugeben.
Hierfür werden Schülerarbeitsgemeinschaften gebildet sowie Spezialistenlager für Schüler Oberlausitzer Gymnasien und Lehrerfortbildungen durch Mitglieder der Gesellschaft organisiert und durchgeführt. Dabei wird eng mit anerkannten Institutionen, wie dem Senckenberg Museum für Naturkunde, der Akademie der Sächsischen Landesstiftung Natur und Umwelt und der Sächsischen Bildungsagentur zusammengearbeitet.

## Fachbereiche
Die fachspezifische Arbeit wird in den einzelnen Fachbereichen (früher Sectionen genannt) geregelt.

### Bis 1945
1826 wurde die Oekonomie-Section (Ziel: Vermittlung von neuen Erkenntnissen aus der Landwirtschaft) als erste eigenständige Interessengruppe gegründet.
Weitere folgten:
- 1830 die Alterthums-Section (zur Erforschung der „vaterländischen Alterthümer“),
- 1831 die Technologische Section (später mit der Oeconomie-Section vereinigt),
- 1847 die Medicinische Section (zur Aufklärung zu Erkrankungen der Menschen und deren Heilmethoden),
- 1857 die geographische Section[5] (Themen sind Expeditionen zum Nordpol, Entdeckungsreisen in Afrika, China und anderen fernen Regionen),
- im Wintersemester 1867/68 die Mineralogische Section,
- am 1. Februar 1868 die Zoologische Section,
- am 8. November 1874 die Botanische Section (1904 mit der Zoologischen Section vereinigt),
- 1874 die Chemisch-Physikalische Section (Interesse für technischen Fortschritt, z. B. elektrische Beleuchtung, Entwicklung des Telefons, Verbesserungen bei der Mikroskopie u. a.),
- 1895 die Sektion Aquarium (Themen sind die Aquarienkunde mit Demonstrationen von Fischen und Wasserpflanzen),
- 1903 die Mathematisch-Astronomische Section (existierte nur 5 Jahre) oder
- 1907 die Veterinär-Medicinische Section (zur Bekämpfung von Seuchen und Krankheiten der Haustiere, z. B. der Rindertuberkulose).

### Seit 1990
Folgende Fachbereiche sind aktuell in der Gesellschaft vertreten:
- Fachbereich Bodenzoologie,
- Fachbereich Botanik,
- Fachbereich Geologie,
- Fachbereich Medizin,
- Fachbereich Naturschutz/Landschaftsplanung,
- Fachbereich Pilzkunde,
- Fachbereich Zoologie.

## Arbeitskreise

### Naturwissenschaftlicher Arbeitskreis Isis budissina
Als erster Regionalbereich der Gesellschaft wurde im Jahr 2000 der „Naturwissenschaftliche Arbeitskreis Bautzener Land“ gegründet. Dieser greift die Tradition der Naturforschenden Gesellschaft ISIS Bautzen (1846 bis 1945) und des Naturwissenschaftlichen Arbeitskreises „Oberlausitz“ im Kulturbund der DDR (1957 bis 1986) auf. 2009 wurde der Arbeitskreis in „Naturwissenschaftlicher Arbeitskreis Isis budissina“ umbenannt. Der Arbeitskreis umfasst etwa 50 aktive Mitglieder, die sich monatlich zu öffentlichen Sitzungen oder in den Sommermonaten bei Exkursionen treffen.

### Weitere regionale Arbeitskreise
Am 4. Februar 2009 wurde der zweite regionale Naturwissenschaftliche Arbeitskreis Zittauer Land und im Februar 2010 der regionale Naturwissenschaftliche Arbeitskreis Görlitz gegründet.

## Forschung
Abgeschlossene Forschungsprojekte sind:
- die Naturschutzkonzeption Landeskrone, 1993
- die Dokumentation »Das Dubringer Moor«, Ende 1999, insgesamt wurden 3433 Tier- und Pflanzenarten nachgewiesen, darunter ca. 10 % geschützte bzw. gefährdete Arten.
- die Publikation »Flora von Herrnhut und Umgebung«,
- die Phrygische Flockenblume
- die Vermehrung und Wiederansiedlung gefährdeter Pflanzenarten in der Oberlausitz
- der Baruther Schafberg und der Dubrauker Horken, Abschluss der Arbeiten Ende 2010, etwa 3600 Arten sind bekannt, Mitarbeit von 50 Forschern aus verschiedenen Fachbereichen der Gesellschaft.
- die Hohe Dubrau,
- die Lausche und
- die Publikation „Die Farn- und Samenpflanzen der Oberlausitz“, Hans-Werner Otto

Aktuell konzentriert sich die regionale Forschung der Gesellschaft auf folgende Projekte:
- Dokumentation und Betreuung von Vorkommen der Pflanzenarten Gladiolus imbricatus, Arnica montana und Centaurea phrygia in der Oberlausitz
- Entbuschung des Kesselmoores Sagoinza
- Artenhilfsprogramm für vier gefährdete Pflanzenarten in Ostsachsen
- Edaphobase Länderstudie
- den Berzdorfer See,
- den Hahnenberg und
- das Biosphärenreservat Oberlausitzer Heide- und Teichlandschaft
- die Muskauer Heide,.

Die Gesellschaftsmitglieder beteiligen sich auch an überregionalen Forschungsvorhaben, so z. B. an botanischen, zoologischen, mykologischen und geologischen Kartierungen in Sachsen oder bei der Forschung zur Wiederbesiedlung von Bergbaufolgelandschaften.

## Veröffentlichungen
Die erste Publikation „Abhandlungen der Naturforschenden Gesellschaft zu Görlitz“, erster Band mit zwei Heften, wurde 1827 in einer Auflage von 700 Exemplaren herausgegeben. Bis 1945 erscheinen 32 weitere Bände.
Die Ergebnisse der naturwissenschaftlichen Arbeiten werden alljährlich in den „Berichten der Naturforschenden Gesellschaft der Oberlausitz“ publiziert, die – herausgegeben von Dunger – seit 1991 jährlich mit einem Band (fortlaufende Nummerierung, Band 1 von 1991, Band 16 von 2008) erscheinen. Die etwa 100 bis 200 Seiten umfassenden Berichte enthalten überwiegend Fachartikel, die in der Regel bis zu 20 Seiten umfassen und stets von 2 Gutachtern referiert werden. Die Fachartikel sind überwiegend Originalartikel über die Naturforschung aus der Oberlausitz und angrenzender Naturräume, wie die Elberegion oder die benachbarten Gebiete in Polen und Tschechien. Ein Großteil der Artikel gibt die Vorträge der Jahrestagung wieder, damit weisen die Berichte stets einen thematischen Schwerpunkt auf.